# Nokia Asha 308
Il Nokia Asha 308 è un feature phone prodotto da Nokia.
È stato annunciato il 25 settembre 2012 insieme al Nokia Asha 309.